# Кая (місто)
Кая (фр. Kaya) — місто і міська комуна в Буркіна-Фасо.

## Географія
Місто Кая знаходиться в центральній частині Буркіна Фасо; це головне місто Північно-Центральній області і провінції Санматенга. Розташоване за 100 кілометрів на північний схід від столиці країни, міста Уагадугу, на висоті 353 м над рівнем моря. Комуна розділена на 7 секторів. Чинний мер — Махама Белемвіре.

## Економіка і транспорт
У Каї розвинені шкіряна і взуттєва промисловість, тут знаходиться центр по торгівлі вовною і шкірами. У місті є невеликий аеропорт, крім того, Кая сполучена залізницею з Уагадугу.

## Населення
За даними на 2013 рік чисельність населення міста становила 69 541 осіб. Чисельність населення міської комуни за даними перепису 2006 року становить 114 807осіб.
 Динаміка чисельності населення міста по роках: 
| 1985  | 1996  | 2005  | 2006  | 2013  |
| ----- | ----- | ----- | ----- | ----- |
| 25814 | 33958 | 42837 | 51778 | 69541 |

## Відомі уродженці
- Жан Батіст Уедраого — колишній президент Верхньої Вольти

## Міста-побратими
- Герцогенаурах, Німеччина[4]
- Шательро, Франція[5][6]
- Саванна, США